# Gare de Seven Sisters
La gare de Seven Sisters (en anglais : Seven Sisters Rail Station), est une gare ferroviaire du réseau London Overground. Elle est située sur la Seven Sisters Road, à Seven Sisters dans le (borough londonien de Haringey.
Elle est en correspondance avec la station Seven Sisters de la Victoria line du métro de Londres.